# 晋阳宫
晋阳宫是北朝、隋朝时修建的宫苑。现已不存，在今山西省太原市境。

## 历史沿革
东魏孝静帝武定三年（545年），权臣高欢开始在晋阳县修筑晋阳宫，并在天龙山开凿石窟，建避暑宫。隋文帝开皇九年（590年），晋王杨广扩建晋阳宫，并在晋阳宫外筑周七里、高四丈的宫墙，初名“宫城”，隋文帝更名为“新城”，以区别于原有的大明城。开皇十六年（596年），杨广又下令建筑仓城，城周八里、高四丈，东城墙与新城西城墙相连。杨广继位后，大业三年（607年）北巡路经晋阳，下诏重建东魏晋阳宫，并设晋阳宫监管理，有正监、副监各一名。晋阳宫作为隋炀帝滥用民力、大肆修建宫室的典型之一以及与唐高祖李渊起兵反隋的一系列事件有关而著名。

## 相关事件
隋炀帝大业十三年，李渊拜太原留守，领晋阳宫监，裴寂为副监。李渊二子李世民密谋起兵，怕李渊不答应，暗地里与裴寂商议，裴寂于是在李渊不知情的情况下，安排晋阳宫宫人侍寝。等下次李渊与裴寂饮酒，酒喝的差不多时，裴寂将密谋起兵的事告诉李渊，李渊大惊。裴寂说正是因为私自安排宫人侍寝，一旦事发大家都是死罪，因此不得不起兵。李世民也入见，陈述已经在为起兵做准备，李渊开始表面上不答应，还想抓李世民送交官府，后来答应了，说我是因为爱你，不忍心告发你而答应的。虽然答应了，但是李渊还是耐心等待合适的机会，并未马上起兵。

## 相关作品
1、诗《过晋阳宫》（唐）李隆基
缅想封唐处，实惟建国初。俯察伊晋野，仰观乃参虚。井邑龙斯跃，城池凤翔余。林塘犹沛泽，台榭宛旧居。运革祚中否，时迁命兹符。顾循承丕构，怵惕多忧虞。尚恐威不逮，复虑化未孚。岂徒劳辙迹，所期训戎车。习俗问黎人，亲巡慰里闾。永言念成功，颂德临康衢。长怀经纶日，叹息履庭隅。艰难安可忘，欲去良踟蹰。
2、诗《奉和圣制过晋阳宫应制》（唐）张说
太原俗尚武，高皇初奋庸。星轩三晋躔，土乐二尧封。 北风遂举鹏，西河亦上龙。至德起王业，继明赖人雍。 六合启昌期，再兴广圣踪。传呼大驾来，文物如云从。 连营火百里，纵观人千重。翠华渡汾水，白日崒罕峰。 枌榆恩赏洽，桑梓旧情恭。往运感不追，清时惜难逢。 诗发尊祖心，颂刊盛德容。愿君及春事，回舆绥万邦。
3、京剧《晋阳宫》
京剧武生尚和玉的代表作。剧情根据《隋唐演义》中的相关章节改编，讲述隋炀帝杨广下扬州，命李渊于晋阳建造行宫，限一月造成。行宫造成后，杨广至太原，指李渊谋反欲斩，李世民辨楹柱门钉扣皆新得免。李渊率四子朝见，第四子元霸猛勇无敌，梦中更得紫阳真人指点锤法，闻宇文成都保驾，号称无敌将军，请与比试。较力，李双举金狮；比武，又将成都打败。《晋阳宫》常与《惜惺惺》、《车轮战》、《四平山》等同样演绎隋唐故事的剧目连演。